# Џефри Тамбор
Џефри Мајкл Тамбор (енгл. Jeffrey Michael Tambor; Сан Франциско, Калифорнија, 8. јул 1944) амерички је позоришни, филмски и ТВ глумац и комичар.
Најпознатији по улогама у серијама Ометени у развоју и Транспарент. Добитник је Златног глобуса, две награде Еми и награде Удружења филмских глумаца САД.
Поред тога што је глумио у телевизијској серији Ометени у развоју играјући двоструку улогу која је дала живот браћи близанцима (Џорџ и Оскар Блут). Поред тога, појавио се у: Ванземаљац Пол, Шоу Ларија Сандерса, Живот је одвратан, Хелбој, Хелбој 2: Златна војска, филмском серијалу Мамурлук у Вегасу, Мамурлук у Бангкоку и Мамурлук 3, Како је Гринч украо Божић, Сви су луди за Мери, Упознајте Џоа Блека, Рачуновођа, Макс Хедрум. Тембор је глумац више од три деценије, са преко стотину забележених наступа. Остао је упамћен по гостовању у серији Весела тројка. Он је глас краља Нептуна у цртаној серији Сунђер Боб Коцкалоне. Глумио је у комедији Филм о суперхеројима, коју је написао и режирао Крег Мазин; као протагониста комедије Транспарент, добио је више награда.